# Жабка (игра)
„Жабка“ е името на детска игра и изкуство на хвърляне на плоско камъче по повърхността на воден басейн, по такъв начин, че да отскача от повърхността. Целта на правенето на „жабки“ е да се види колко пъти един камък може да отскочи или колко далеч може да измине, преди да потъне във водата.
В Япония практиката се нарича Mizu Kiri, което свободно се превежда като „рязане на вода“. В състезанията Mizu Kiri победителят се определя и на двата принципа – изминат път и брой отскачания от водата, като се взема предвид цялостното естетическо качество на хвърлянето.

## Шампионати и рекорди
От 1997 година в Шотландия всяка година се провежда световно първенство, в което се отчита дистанцията измината на хвърленото камъче.
Световният рекорд на Гинес за най-далечно изминато разстояние с естествен камък е 121,8 м за мъже, установен от Дъги Айзъкс (Шотландия), и 52,5 м за жени, хвърлен от Нина Лугинбул (Швейцария). Отчетени са на 28 май 2018 г. в Abernant Lake, Llanwrtyd Wells, Powys, Wales.

## Научно обяснение
Ранно обяснение на физиката на прескачането на камъни е предоставено от Лазаро Спаланцани през 18 век. Камъкът генерира повдигане по същия начин като летящ диск, като изтласква водата надолу, докато се движи по водата под ъгъл. Повърхностното напрежение има много малко общо с физиката на прескачането на камъчета. Въртенето на камъка действа за да го стабилизира срещу въртящия момент на повдигане, приложен към гърба.